# Morti il 26 giugno
| Questa pagina contiene informazioni ricavate automaticamente dalle voci biografiche con l'ausilio del template Bio e di un bot. L'aggiornamento è periodico e automatico e ricostruisce completamente la pagina. Se manca una persona in questa lista, sei pregato di non aggiungerla, ma accertati piuttosto che la sua voce biografica contenga il template Bio e che i dati anagrafici siano correttamente compilati. Se il template Bio manca, inseriscilo tu stesso o, in alternativa, metti l'avviso {{tmp\|Bio}} che ne segnala la mancanza. Se i dati riportati sono sbagliati, correggi direttamente la voce biografica; le modifiche saranno visibili in questa lista entro pochi giorni. Per chiarimenti vedi il progetto biografie. La lista contiene solo le 452 persone che sono citate nell'enciclopedia e per le quali è stato implementato correttamente il template Bio. Pagina aggiornata al 17 ago 2025. |

## II secolo(1)
- 172 - Medico di Otricoli, santo romano

## IV secolo(1)
- 363 - Flavio Claudio Giuliano, imperatore e filosofo romano

## V secolo(1)
- 473 - Deodato di Nola, vescovo e santo (n. 393)

## X secolo(3)
- 925 - Pelagio di Cordova, spagnolo (n. 912)
- 937 - Abramo III Abraza, vescovo cristiano orientale siro
- 985 - Ramiro III di León, re (n. 961)

## XI secolo(1)
- 1045 - Gonzalo di Ribagorza, sovrano spagnolo

## XII secolo(4)
- 1125 - Federico IV di Goseck, nobile tedesco (n. 1085)
- 1158 - Bartolomeo di Giura, vescovo cattolico francese
- 1178 - Antelmo di Chignin, vescovo e monaco cristiano francese (n. 1107)
- 1183 - Pedro de Cardona, cardinale e arcivescovo cattolico spagnolo

## XIII secolo(4)
- 1242 - Thomas de Beaumont, VI conte di Warwick, conte (n. 1208)
- 1265 - Anna di Boemia, nobile polacca (n. 1204)
- 1274 - Nasir al-Din al-Tusi, astronomo e matematico persiano (n. 1201)
- 1288 - Lano da Siena

## XIV secolo(1)
- 1310 - Raymond de Got, cardinale francese

## XV secolo(6)
- 1402 - Giovanni I Bentivoglio, nobile italiano
- 1408 - Guglielmo II di Berg, nobile tedesco (n. 1348)
- 1432 - Nikola IV Frankopan, nobile croato
- 1451 - Reinardo II di Hanau, conte tedesco (n. 1369)
- 1469 - Elisabetta Manfredi, nobildonna italiana (n. 1443)
- 1487 - Giovanni Argiropulo, umanista, scrittore e traduttore bizantino

## XVI secolo(12)
- 1539 - Muhammad al-Tizini, astronomo arabo (n. 1461)
- 1541 - Martín de Alcantara, esploratore spagnolo
- 1541 - Francisco Pizarro, condottiero spagnolo
- 1553 - Dmitrij Ivanovič di Russia, russo (n. 1552)
- 1554 - Leone Strozzi, condottiero e ammiraglio italiano (n. 1515)
- 1557 - Gonzalo Fernández de Oviedo y Valdés, storico e naturalista spagnolo (n. 1476)
- 1559 - Andrea Marchesi, architetto, intagliatore e scultore italiano
- 1574 - Gabriele I di Montgomery, militare francese (n. 1530)
- 1577 - Bartolomeo Giugni, arcivescovo cattolico italiano
- 1577 - Biagio di Monluc, generale e scrittore francese (n. 1502)
- 1595 - Magnus Vasa, principe svedese (n. 1542)
- 1597 - Raziye Hatun, ottomana

## XVII secolo(15)
- 1616 - Suibara Chikanori, militare giapponese (n. 1546)
- 1619 - Giovanni Domenico Caresana, pittore e stuccatore svizzero (n. 1568)
- 1621 - Christence Kruckow, nobildonna danese
- 1623 - Innocenzo Martini, pittore italiano (n. 1551)
- 1641 - Edvige di Danimarca, principessa danese (n. 1581)
- 1650 - Edvige di Brunswick-Lüneburg, nobile tedesca (n. 1595)
- 1652 - Jost Fleckenstein, ufficiale svizzero (n. 1588)
- 1655 - Edward Conway, II visconte di Conway, nobile, politico e militare inglese (n. 1594)
- 1656 - Lorenzo Marcello, ammiraglio e politico italiano (n. 1603)
- 1657 - Tobias Michael, compositore tedesco (n. 1592)
- 1659 - García Sarmiento de Sotomayor, spagnolo
- 1668 - Giovanni Ambrogio Marini, scrittore italiano (n. 1596)
- 1683 - Edvige Sofia di Brandeburgo, principessa prussiana (n. 1623)
- 1688 - Ralph Cudworth, filosofo e teologo inglese (n. 1617)
- 1696 - José Pérez de Rozas, religioso, storico e diplomatista spagnolo (n. 1640)

## XVIII secolo(21)
- 1718 - Aleksej Petrovič Romanov, nobile russo (n. 1690)
- 1725 - Paolo Callalo, scultore italiano (n. 1655)
- 1747 - José Carrillo de Albornoz, duca di Montemar, condottiero spagnolo (n. 1671)
- 1752 - Giulio Alberoni, cardinale e politico italiano (n. 1664)
- 1757 - Maximilian Ulysses Browne, militare irlandese (n. 1705)
- 1757 - Giacomo Cassetti, scultore italiano (n. 1682)
- 1762 - Pietro Andrea Abbati, ingegnere e poeta italiano (n. 1693)
- 1762 - François-Antoine Chevrier, scrittore francese (n. 1721)
- 1762 - Luise Kulmus Gottsched, poetessa, scrittrice e saggista tedesca (n. 1713)
- 1778 - Teresa di Brunswick-Wolfenbüttel, nobile tedesca (n. 1728)
- 1778 - Paolo Gerolamo Franzoni, presbitero italiano (n. 1708)
- 1782 - Antonio Visentini, pittore, architetto e incisore italiano (n. 1688)
- 1784 - Caroline FitzRoy, nobildonna inglese (n. 1722)
- 1785 - Johann Gerhard Koenig, medico e botanico tedesco (n. 1728)
- 1785 - Carlo Pergamo, vescovo cattolico italiano (n. 1726)
- 1787 - Pierre Lenfant, pittore e disegnatore francese (n. 1704)
- 1793 - Karl Philipp Moritz, scrittore, saggista e editore tedesco (n. 1756)
- 1793 - Gilbert White, naturalista e ornitologo britannico (n. 1720)
- 1795 - Jakob Friedrich Ehrhart, botanico svizzero (n. 1742)
- 1795 - August Franz Heinrich Naumann, militare e pittore tedesco (n. 1749)
- 1797 - Onorato Caetani, principe italiano (n. 1742)

## XIX secolo(51)
- 1802 - Pietro Stefano Speranza, vescovo cattolico italiano (n. 1730)
- 1805 - Vito Maria Giovenazzi, abate, archeologo e filologo italiano (n. 1727)
- 1810 - Louis-Auguste-Philippe d'Affry, militare e politico svizzero (n. 1743)
- 1810 - Fratelli Montgolfier, inventore francese (n. 1740)
- 1811 - Juan Aldama, rivoluzionario messicano (n. 1774)
- 1814 - Dominique Villars, botanico francese (n. 1745)
- 1822 - Giovanni Antonio Cassitto, patriota, scrittore e filologo italiano (n. 1763)
- 1822 - Anton Franz Lamberg-Sprintzenstein, diplomatico e collezionista d'arte austriaco (n. 1740)
- 1822 - Giulio Perticari, poeta e scrittore italiano (n. 1779)
- 1827 - Samuel Crompton, inventore britannico (n. 1753)
- 1827 - Christian August Vulpius, scrittore tedesco (n. 1762)
- 1830 - Giorgio IV del Regno Unito, sovrano inglese (n. 1762)
- 1832 - Gaetano Santangelo, burattinaio italiano (n. 1782)
- 1836 - Claude Joseph Rouget de Lisle, poeta, compositore e militare francese (n. 1760)
- 1837 - Karl Christian Gmelin, botanico tedesco (n. 1762)
- 1842 - Samuel Lewis Southard, politico statunitense (n. 1787)
- 1847 - Luigi Sementini, chimico e medico italiano (n. 1775)
- 1851 - Desvergers, drammaturgo francese (n. 1794)
- 1851 - Bernardino Morra di Lauriano, archeologo italiano (n. 1769)
- 1852 - Guglielmo Bechi, archeologo, architetto e teorico dell'architettura italiano (n. 1791)
- 1854 - Ivan Illarionovič Voroncov-Daškov, nobile e diplomatico russo (n. 1790)
- 1855 - Antonio Giannelli, patriota italiano (n. 1822)
- 1856 - Max Stirner, filosofo tedesco (n. 1806)
- 1857 - Henry James Brooke, mineralogista e cristallografo inglese (n. 1771)
- 1861 - Pavel Jozef Šafárik, scrittore, etnografo e slavista slovacco (n. 1795)
- 1862 - Matthias Numsen Blytt, botanico norvegese (n. 1789)
- 1867 - Massimiliano Antonio di Thurn und Taxis, nobile tedesco (n. 1831)
- 1872 - Nathaniel Isaacs, avventuriero inglese (n. 1808)
- 1873 - Raffaele Santanello, magistrato e politico italiano (n. 1816)
- 1875 - Josephine Zehnder-Stadlin, pedagogista svizzera (n. 1806)
- 1878 - Mercedes d'Orléans, principessa spagnola (n. 1860)
- 1879 - Richard Heron Anderson, militare statunitense (n. 1821)
- 1881 - Theodor Benfey, filologo e orientalista tedesco (n. 1809)
- 1881 - Henry Stanberry, politico statunitense (n. 1803)
- 1882 - William Cavendish, II barone Chesham, politico inglese (n. 1815)
- 1882 - Alessandro Cialdi, ammiraglio e ingegnere italiano (n. 1807)
- 1884 - Jacques-Joseph Moreau, psichiatra francese (n. 1804)
- 1885 - Metta Victoria Fuller Victor, scrittrice statunitense (n. 1831)
- 1885 - Antonio Villa, entomologo italiano (n. 1806)
- 1886 - Michele Lenzi, pittore italiano (n. 1834)
- 1886 - Alfred von Pallavicini, alpinista, sportivo e militare austriaco (n. 1848)
- 1889 - Simon Cameron, politico statunitense (n. 1799)
- 1890 - Edouard Gregoir, compositore e musicologo belga (n. 1822)
- 1892 - Félix Brissot de Warville, pittore francese (n. 1818)
- 1892 - Augusto Theodoli, cardinale italiano (n. 1819)
- 1895 - Conrad Dietrich Magirus, imprenditore e vigile del fuoco tedesco (n. 1824)
- 1895 - Emily Petty-FitzMaurice, marchesa di Lansdowne, nobile britannica (n. 1819)
- 1895 - François-Auguste Ravier, pittore francese (n. 1814)
- 1896 - Valentino Armirotti, politico italiano (n. 1844)
- 1896 - Luigi d'Orléans, generale francese (n. 1814)
- 1900 - Nicolae Crețulescu, politico e medico rumeno (n. 1812)

## XX secolo(199)
- 1905 - Francesco Ortore, politico italiano (n. 1846)
- 1905 - Franz Camille Overbeck, teologo tedesco (n. 1837)
- 1905 - Alfredo Tartarini, decoratore italiano (n. 1845)
- 1906 - Valentino Baldissera, presbitero e storico italiano (n. 1840)
- 1908 - Francesco Jacovacci, pittore italiano (n. 1838)
- 1910 - Édouard Sain, pittore francese (n. 1830)
- 1911 - Jörgen Vilhem Bergsøe, scrittore e entomologo danese (n. 1835)
- 1911 - Riccardo Fabris, funzionario, saggista e patriota italiano (n. 1853)
- 1913 - Giulio Rolland, pittore e decoratore italiano (n. 1859)
- 1913 - Giovanni Sardi, architetto italiano (n. 1863)
- 1916 - Leopold Kny, botanico tedesco (n. 1841)
- 1917 - Salusbury Mellor, velista britannico (n. 1862)
- 1918 - Hermann Essig, scrittore tedesco (n. 1878)
- 1918 - Peter Rosegger, poeta e scrittore austriaco (n. 1843)
- 1918 - Mario Rossani, militare italiano (n. 1890)
- 1919 - Michail Semënovič Cvet, botanico russo (n. 1872)
- 1921 - Alfred Percy Sinnett, saggista, giornalista e teosofo inglese (n. 1840)
- 1922 - Alberto I di Monaco, principe monegasco (n. 1848)
- 1927 - Jean-Baptiste Guillaumin, pittore e litografo francese (n. 1841)
- 1927 - Vasile Pârvan, storico, archeologo e epigrafista romeno (n. 1882)
- 1927 - José María Robles Hurtado, presbitero messicano (n. 1888)
- 1927 - Michele Zezza, patriarca cattolico italiano (n. 1850)
- 1930 - Jacob Pleydell-Bouverie, VI conte di Radnor, politico inglese (n. 1868)
- 1933 - Felice Borghese, imprenditore e politico italiano (n. 1851)
- 1933 - Lodovico Mazzotti, imprenditore italiano (n. 1870)
- 1934 - Ali Ashgar Borujerdi, serial killer iraniano (n. 1893)
- 1934 - Max Pallenberg, attore e cantante austriaco (n. 1877)
- 1935 - Varfolomej Nikolaj Remov, vescovo cattolico russo (n. 1888)
- 1936 - Hans Jacob Hansen, zoologo danese (n. 1855)
- 1936 - Andrea Giacinto Longhin, arcivescovo cattolico italiano (n. 1863)
- 1936 - Christiaan Snouck Hurgronje, orientalista olandese (n. 1857)
- 1937 - John Charles Clegg, calciatore inglese (n. 1850)
- 1937 - Adam Ludwik Czartoryski, nobile polacco (n. 1872)
- 1937 - Adolf Erman, egittologo tedesco (n. 1854)
- 1937 - Minoru Murata, regista e attore giapponese (n. 1894)
- 1937 - Charles Sellon, attore statunitense (n. 1870)
- 1937 - Václav Tille, scrittore ceco (n. 1867)
- 1938 - James Weldon Johnson, scrittore e poeta statunitense (n. 1871)
- 1938 - Daria Pratt, golfista statunitense (n. 1859)
- 1939 - Costanzo Ciano, ammiraglio e politico italiano (n. 1876)
- 1939 - Ford Madox Ford, scrittore britannico (n. 1873)
- 1940 - Ferruccio Ferrari, militare italiano (n. 1917)
- 1940 - Giovanni Battista Milani, ingegnere e architetto italiano (n. 1876)
- 1941 - Severijan Baranyk, religioso ucraino (n. 1889)
- 1941 - Francesco Filiasi, progettista italiano (n. 1869)
- 1941 - Otto Kanturek, direttore della fotografia e regista austriaco (n. 1897)
- 1941 - Mykola Konrad, presbitero ucraino (n. 1876)
- 1941 - Volodymyr Pryjma, ucraino (n. 1906)
- 1941 - Ettore Tito, pittore e scultore italiano (n. 1859)
- 1942 - Ettore Baldassarre, generale italiano (n. 1883)
- 1942 - Charles De Grave Sells, designer e dirigente sportivo inglese (n. 1856)
- 1942 - Antonio Larsimont Pergameni, militare e aviatore italiano (n. 1912)
- 1942 - Carola Neher, attrice teatrale tedesca (n. 1900)
- 1942 - Elena Konstantinovna Stempkovskaja, militare sovietica (n. 1921)
- 1943 - Karl Landsteiner, medico, biologo e fisiologo austriaco (n. 1868)
- 1943 - Fritz Schmidt, politico tedesco (n. 1903)
- 1943 - Nicholas John Spykman, statunitense (n. 1893)
- 1944 - Bruno Brandellero, operaio, militare e partigiano italiano (n. 1922)
- 1944 - Sergio De Vitis, militare e partigiano italiano (n. 1920)
- 1944 - Vera Menchik, scacchista ceca (n. 1906)
- 1944 - Guerrino Nicoli, partigiano italiano (n. 1927)
- 1945 - Nikolaj Nikolaevič Čerepnin, compositore, pianista e direttore d'orchestra russo (n. 1873)
- 1945 - Ernö Rapée, direttore d'orchestra, pianista e compositore estone (n. 1891)
- 1946 - Arthur Aylesworth, attore statunitense (n. 1883)
- 1946 - Yōsuke Matsuoka, politico giapponese (n. 1880)
- 1947 - Richard Bedford Bennett, politico canadese (n. 1870)
- 1947 - Heinrich Thyssen-Bornemisza, imprenditore e collezionista d'arte tedesco (n. 1875)
- 1948 - Hellmuth von Ruckteschell, militare tedesco (n. 1890)
- 1949 - Kim Gu, politico sudcoreano (n. 1876)
- 1950 - Camille Danguillaume, ciclista su strada francese (n. 1919)
- 1950 - Hans Jørgen Darre-Jenssen, ingegnere e politico norvegese (n. 1864)
- 1950 - Antonina Vasil'evna Neždanova, soprano russo (n. 1873)
- 1951 - Nino Bazzetta de Vemenia, giornalista e scrittore italiano (n. 1880)
- 1951 - Gervasio Bitossi, generale italiano (n. 1884)
- 1951 - Peter Cheyney, scrittore inglese (n. 1896)
- 1951 - Frank Ferera, cantante statunitense (n. 1885)
- 1951 - Cornelis Hirschman, banchiere e dirigente sportivo olandese (n. 1877)
- 1951 - George Udny Yule, statistico britannico (n. 1871)
- 1952 - Bindo Galli, magistrato e politico italiano (n. 1871)
- 1953 - Antonio Abenoza, calciatore spagnolo (n. 1926)
- 1953 - Guido Bergamo, medico, politico e antifascista italiano (n. 1893)
- 1953 - Giovanni Bocciardo, imprenditore e calciatore italiano (n. 1877)
- 1953 - Francis Méano, calciatore francese (n. 1931)
- 1953 - Achille Vogliano, grecista e papirologo italiano (n. 1881)
- 1954 - Giacomo da Ghazir, presbitero libanese (n. 1875)
- 1954 - Ivan Trinko, linguista e storiografo sloveno (n. 1863)
- 1955 - Luigi Arborio Mella di Sant'Elia, nobile e politico italiano (n. 1873)
- 1955 - Max Pechstein, pittore e incisore tedesco (n. 1881)
- 1955 - Engelbert Zaschka, ingegnere tedesco (n. 1895)
- 1956 - Clifford Brown, trombettista statunitense (n. 1930)
- 1956 - Paolo Cappa, giornalista e politico italiano (n. 1888)
- 1957 - Alfred Döblin, scrittore, drammaturgo e psichiatra tedesco (n. 1878)
- 1959 - Kurt Moeschter, canottiere tedesco (n. 1903)
- 1960 - Eugenio II di Ligne, principe belga (n. 1893)
- 1960 - Arkādijs Pavlovs, calciatore lettone (n. 1903)
- 1960 - Henrik Shipstead, politico statunitense (n. 1881)
- 1961 - Hélène Dutrieu, ciclista e aviatrice belga (n. 1877)
- 1961 - Kenneth Fearing, scrittore statunitense (n. 1902)
- 1962 - Émile Wegelin, canottiere e pittore francese (n. 1875)
- 1964 - Eberardo Villalobos, calciatore cileno (n. 1908)
- 1965 - Reginald Beckwith, attore britannico (n. 1908)
- 1965 - Peter Yoshiro Saeki, giurista e teologo giapponese (n. 1871)
- 1965 - Odoardo Spadaro, cantautore, attore e cabarettista italiano (n. 1893)
- 1965 - Frederick Toms, canottiere canadese (n. 1885)
- 1965 - Berthold Ullman, latinista, saggista e critico letterario statunitense (n. 1882)
- 1967 - Francesco Antolisei, giurista italiano (n. 1882)
- 1967 - Françoise Dorléac, attrice francese (n. 1942)
- 1967 - Lorenzo Milani, presbitero, scrittore e docente italiano (n. 1923)
- 1967 - Leonardo Ricci, geografo italiano (n. 1877)
- 1967 - Pacifico Giulio Vanni, arcivescovo cattolico e missionario italiano (n. 1893)
- 1968 - Edith Meinhard, attrice tedesca (n. 1908)
- 1968 - Gino Talamo, attore, regista e sceneggiatore italiano (n. 1895)
- 1969 - Erich Graff-Wang, calciatore norvegese (n. 1902)
- 1969 - Giovanni Mazzonis, dirigente sportivo e calciatore italiano (n. 1888)
- 1969 - Fortuna Novella, imprenditrice e filantropa italiana (n. 1880)
- 1969 - Pierre Reuter, calciatore lussemburghese (n. 1904)
- 1970 - Leopoldo Marechal, poeta, drammaturgo e scrittore argentino (n. 1900)
- 1971 - Johannes Frießner, generale tedesco (n. 1892)
- 1971 - Juan Manén, violinista e compositore spagnolo (n. 1883)
- 1971 - Paolo Scheggi, artista italiano (n. 1940)
- 1972 - Luigi Bianchi D'Espinosa, magistrato e partigiano italiano (n. 1911)
- 1972 - David Lichine, ballerino russo (n. 1910)
- 1972 - Guy Mitchell, cestista statunitense (n. 1923)
- 1973 - John Cranko, danzatore e coreografo sudafricano (n. 1927)
- 1973 - Simone Fernando Sacconi, liutaio italiano (n. 1895)
- 1973 - Hans Schlemmer, generale tedesco (n. 1893)
- 1973 - Ernest Truex, attore statunitense (n. 1889)
- 1973 - Alberto della Ragione, ingegnere, mecenate e collezionista d'arte italiano (n. 1892)
- 1974 - Gheorghe Albu, allenatore di calcio e calciatore rumeno (n. 1909)
- 1974 - Lorenzo Favero, pittore, docente e critico d'arte italiano (n. 1911)
- 1975 - Basil Cameron, direttore d'orchestra britannico (n. 1884)
- 1975 - Marian Chodacki, politico e generale polacco (n. 1898)
- 1975 - Josemaría Escrivá de Balaguer, presbitero spagnolo (n. 1902)
- 1975 - Román Fresnedo Siri, architetto uruguaiano (n. 1903)
- 1975 - George Morris, pittore statunitense (n. 1905)
- 1977 - Walter Kennedy, dirigente sportivo statunitense (n. 1912)
- 1977 - Sergej Jakovlevič Lemešev, tenore russo (n. 1902)
- 1978 - Sid Wyman, giocatore di poker statunitense (n. 1910)
- 1978 - Salim Rubayy' 'Ali, politico yemenita (n. 1934)
- 1979 - Afrânio da Costa, tiratore a segno brasiliano (n. 1892)
- 1979 - Fred Akuffo, politico e generale ghanese (n. 1937)
- 1979 - Robert Kotei, politico, generale e altista ghanese (n. 1935)
- 1980 - Ignazio Giacomo III, iracheno (n. 1913)
- 1981 - Manuel Maples Arce, poeta, politico e diplomatico messicano (n. 1900)
- 1981 - Don Megowan, attore statunitense (n. 1922)
- 1981 - Werner Teske, ufficiale tedesco (n. 1942)
- 1982 - Charles Courant, lottatore svizzero (n. 1896)
- 1982 - Kingsley Kennerley, giocatore di snooker inglese (n. 1913)
- 1982 - Alfredo Marceneiro, cantante e compositore portoghese (n. 1891)
- 1982 - Alexander Mitscherlich, psicologo tedesco (n. 1908)
- 1982 - Vicente Morera Amigó, calciatore e allenatore di calcio spagnolo (n. 1919)
- 1983 - Luis Álamos, calciatore e allenatore di calcio cileno (n. 1923)
- 1983 - Bruno Caccia, magistrato italiano (n. 1917)
- 1983 - Giulio Coltellacci, scenografo e costumista italiano (n. 1916)
- 1983 - James Robert Knox, cardinale e arcivescovo cattolico australiano (n. 1914)
- 1983 - Sture Pettersson, ciclista su strada svedese (n. 1942)
- 1983 - Attilio Veroni, calciatore italiano (n. 1908)
- 1984 - Leopold De Groof, calciatore belga (n. 1896)
- 1984 - Carl Foreman, sceneggiatore, produttore cinematografico e regista statunitense (n. 1914)
- 1984 - Joseph Gonzales, allenatore di calcio e calciatore francese (n. 1907)
- 1984 - Sybil Seely, attrice statunitense (n. 1902)
- 1985 - Frank Dancewicz, giocatore di football americano statunitense (n. 1924)
- 1986 - Kunio Maekawa, architetto giapponese (n. 1905)
- 1986 - Cesare Pascoletti, ingegnere italiano (n. 1898)
- 1987 - Walter Ritter von Baeyer, psichiatra tedesco (n. 1904)
- 1987 - Enzo Striano, scrittore e giornalista italiano (n. 1927)
- 1988 - Gunnar Andersen, saltatore con gli sci norvegese (n. 1909)
- 1988 - Hans Urs von Balthasar, presbitero e teologo svizzero (n. 1905)
- 1989 - Sergio De Giacinto, pedagogista italiano (n. 1921)
- 1990 - Werner Kloos, storico dell'arte e scrittore tedesco (n. 1909)
- 1990 - Joseph Licklider, informatico e psicologo statunitense (n. 1915)
- 1990 - Hans Schwerdtfeger, matematico tedesco (n. 1902)
- 1991 - Domina Jalbert, inventore canadese (n. 1904)
- 1991 - Öllegård Wellton, attrice svedese (n. 1932)
- 1992 - Buddy Rogers, wrestler statunitense (n. 1921)
- 1993 - Roy Campanella, giocatore di baseball statunitense (n. 1921)
- 1993 - Neda Naldi, attrice, scrittrice e sceneggiatrice italiana (n. 1913)
- 1993 - James Thomas, cantante e chitarrista statunitense (n. 1926)
- 1994 - Ermenegildo Gasperoni, politico e partigiano sammarinese (n. 1906)
- 1995 - Laurindo Almeida, chitarrista brasiliano (n. 1917)
- 1995 - Bernard Duc, fumettista e sceneggiatore francese (n. 1932)
- 1995 - Giovanni Ferrantes, scacchista, dirigente sportivo e giornalista italiano (n. 1903)
- 1996 - Veronica Guerin, giornalista irlandese (n. 1958)
- 1996 - Giovanni Battista Guzzetti, presbitero e teologo italiano (n. 1912)
- 1996 - Pedro Montañez, pugile portoricano (n. 1914)
- 1996 - Enzo Venturelli, architetto italiano (n. 1910)
- 1997 - Roy Burkett, cestista canadese (n. 1921)
- 1997 - Silvio Fanti, psichiatra e psicoanalista svizzero (n. 1919)
- 1997 - Robert Frucht, matematico tedesco (n. 1906)
- 1997 - Don Hutson, giocatore di football americano statunitense (n. 1913)
- 1997 - Israel Kamakawiwo'ole, cantante e musicista statunitense (n. 1959)
- 1998 - Iris Adami Corradetti, soprano italiano (n. 1904)
- 1998 - Luciano Pezzi, partigiano, ciclista su strada e dirigente sportivo italiano (n. 1921)
- 1998 - Dick Schulz, cestista statunitense (n. 1917)
- 1999 - Angelo Bertelli, giocatore di football americano statunitense (n. 1921)
- 1999 - Charles Collins, cantante e attore statunitense (n. 1904)
- 1999 - Jiří Pelikán, attivista cecoslovacco (n. 1923)
- 1999 - Milorad Sokolović, cestista, allenatore di pallacanestro e giornalista jugoslavo (n. 1922)
- 2000 - Pier Carpi, fumettista, scrittore e regista italiano (n. 1940)

## XXI secolo(131)
- 2001 - William Bryant, attore statunitense (n. 1924)
- 2001 - Gina Cigna, soprano francese (n. 1900)
- 2001 - Lalla Romano, poetessa, scrittrice e giornalista italiana (n. 1906)
- 2002 - Barbara Adams, egittologa britannica (n. 1945)
- 2002 - Humaira Begum, regina (n. 1918)
- 2002 - Jay Berwanger, giocatore di football americano statunitense (n. 1914)
- 2002 - Antonello Branca, regista italiano (n. 1935)
- 2002 - Dolores Gray, attrice e cantante statunitense (n. 1924)
- 2002 - Martti Ketelä, pentatleta e schermidore finlandese (n. 1944)
- 2002 - Raoul Rémy, ciclista su strada francese (n. 1919)
- 2002 - Philip Whalen, poeta statunitense (n. 1923)
- 2003 - Marc-Vivien Foé, calciatore camerunese (n. 1975)
- 2003 - Denis Thatcher, militare e imprenditore britannico (n. 1915)
- 2003 - Strom Thurmond, politico statunitense (n. 1902)
- 2003 - Adriano Zanier, calciatore e allenatore di calcio italiano (n. 1948)
- 2004 - Yash Johar, produttore cinematografico indiano (n. 1929)
- 2004 - Augusto Premoli, politico e giornalista italiano (n. 1911)
- 2004 - Naomi Shemer, cantautrice, compositrice e poetessa israeliana (n. 1930)
- 2004 - Frank Teräskari, sollevatore finlandese (n. 1921)
- 2005 - Roland Ducke, calciatore tedesco orientale (n. 1934)
- 2005 - Tõnno Lepmets, cestista sovietico (n. 1938)
- 2005 - Berto Perotti, germanista e scrittore italiano (n. 1911)
- 2005 - Gordon Sinclair, aviatore e ufficiale britannico (n. 1916)
- 2005 - Joop Stoffelen, calciatore olandese (n. 1921)
- 2006 - Maria Grazia Marchelli, sciatrice alpina e giornalista italiana (n. 1932)
- 2006 - Eduard Schweizer, teologo svizzero (n. 1913)
- 2006 - Tommy Wonder, illusionista olandese (n. 1953)
- 2007 - Lev Aleksandrovič Bezymenskij, storico e giornalista russo (n. 1920)
- 2007 - Liz Claiborne, stilista belga (n. 1929)
- 2007 - Jupp Derwall, allenatore di calcio e calciatore tedesco (n. 1927)
- 2007 - Luigi Meneghello, partigiano e scrittore italiano (n. 1922)
- 2007 - Frank Monaco, fotografo statunitense (n. 1917)
- 2008 - Luisa Anguissola-Scotti, nobildonna italiana (n. 1903)
- 2008 - Piero Perin, scultore, medaglista e pittore italiano (n. 1924)
- 2008 - Lilyan Chauvin, attrice, regista e produttrice cinematografica statunitense (n. 1925)
- 2009 - Amnon Kapeliouk, giornalista e scrittore israeliano (n. 1930)
- 2009 - Erhard Karkoschka, compositore tedesco (n. 1923)
- 2009 - Mario Verdone, critico cinematografico e saggista italiano (n. 1917)
- 2010 - Algirdas Brazauskas, politico lituano (n. 1932)
- 2010 - Aldo Giuffré, attore e doppiatore italiano (n. 1924)
- 2010 - Francis Isnard, calciatore francese (n. 1945)
- 2010 - Charles Spencer King, ingegnere, progettista e manager britannico (n. 1925)
- 2010 - Robert Ian Winstin, compositore, direttore d'orchestra e pianista statunitense (n. 1959)
- 2011 - Jan van Beveren, calciatore olandese (n. 1948)
- 2011 - Adalberto Escobar, calciatore paraguaiano (n. 1949)
- 2011 - Vinicio Facca, calciatore italiano (n. 1939)
- 2011 - Edith Fellows, attrice statunitense (n. 1923)
- 2012 - Chen Qiang, attore cinese (n. 1918)
- 2012 - Pat Cummings, cestista statunitense (n. 1956)
- 2012 - Ann Curtis, nuotatrice statunitense (n. 1926)
- 2012 - Nora Ephron, regista, produttrice cinematografica e sceneggiatrice statunitense (n. 1941)
- 2012 - Michele Giuffrida, dirigente sportivo italiano (n. 1926)
- 2012 - Jack Hewson, cestista statunitense (n. 1924)
- 2013 - Hervé Boussard, ciclista su strada francese (n. 1966)
- 2013 - Alida Ferrarini, soprano italiano (n. 1946)
- 2013 - Antonio Jasso, calciatore messicano (n. 1935)
- 2013 - Nilton Pacheco de Oliveira, cestista brasiliano (n. 1920)
- 2013 - Bert Stern, fotografo e regista statunitense (n. 1929)
- 2014 - Lidija Alekseeva, cestista e allenatrice di pallacanestro sovietica (n. 1924)
- 2014 - Howard Baker, politico e diplomatico statunitense (n. 1925)
- 2014 - Mary Rodgers, scrittrice e compositrice inglese (n. 1931)
- 2014 - Julius Rudel, direttore d'orchestra statunitense (n. 1921)
- 2014 - Artan Santo, imprenditore e banchiere albanese (n. 1956)
- 2015 - Larry Carberry, calciatore inglese (n. 1936)
- 2015 - Evgenij Maksimovič Primakov, politico russo (n. 1929)
- 2015 - Shu Shi, attore, sceneggiatore e regista cinese (n. 1916)
- 2015 - Denis Thwaites, calciatore inglese (n. 1944)
- 2015 - David Turner, canottiere statunitense (n. 1923)
- 2016 - Jürgen von Beckerath, egittologo tedesco (n. 1920)
- 2016 - Austin Clarke, scrittore e saggista barbadiano (n. 1934)
- 2016 - Barbara Goldsmith, scrittrice, saggista e filantropa statunitense (n. 1931)
- 2016 - Giuseppe Antonello Leone, pittore, scultore e poeta italiano (n. 1917)
- 2016 - Eva Preussová, cestista cecoslovacca (n. 1923)
- 2016 - Gino Sovran, cestista canadese (n. 1924)
- 2017 - Isaías Pimentel, tennista venezuelano (n. 1933)
- 2017 - Felice Riva, imprenditore e dirigente sportivo italiano (n. 1935)
- 2017 - Habib Thiam, politico senegalese (n. 1933)
- 2017 - Guillermo Velásquez Ramírez, arbitro di calcio colombiano (n. 1934)
- 2018 - Jacques Madubost, altista francese (n. 1944)
- 2018 - Henri Namphy, politico e generale haitiano (n. 1932)
- 2018 - Paola Paternoster, discobola, giavellottista e pesista italiana (n. 1935)
- 2018 - Daniel Pilon, attore canadese (n. 1940)
- 2018 - Jennifer Welles, attrice pornografica e attrice cinematografica statunitense (n. 1937)
- 2019 - Ivan Cooper, politico e attivista britannico (n. 1944)
- 2019 - Hans-Joachim Heusinger, politico tedesco orientale (n. 1925)
- 2019 - Charalambos Holidis, lottatore greco (n. 1956)
- 2019 - Luciano Lanati, pittore italiano (n. 1937)
- 2019 - Édith Scob, attrice francese (n. 1937)
- 2019 - Max Wright, attore statunitense (n. 1943)
- 2020 - Kelly Asbury, animatore, doppiatore e regista statunitense (n. 1960)
- 2020 - James Dunn, teologo e predicatore britannico (n. 1939)
- 2020 - Richard Gelles, sociologo e scrittore statunitense (n. 1946)
- 2020 - Milton Glaser, grafico, illustratore e insegnante statunitense (n. 1929)
- 2020 - Syed Munawar Hasan, politico, sociologo e islamista pakistano (n. 1941)
- 2020 - William Negri, calciatore e allenatore di calcio italiano (n. 1935)
- 2020 - Jaroslav Pollák, calciatore cecoslovacco (n. 1947)
- 2020 - Taryn Power, attrice e insegnante statunitense (n. 1953)
- 2020 - Ramon Revilla, attore e politico filippino (n. 1927)
- 2020 - Benedetto Robazza, scultore italiano (n. 1934)
- 2021 - Arnold Buss, psicologo statunitense (n. 1924)
- 2021 - Marcelo Campo, rugbista a 15 argentino (n. 1957)
- 2021 - Dave Gorsuch, sciatore alpino statunitense (n. 1938)
- 2021 - Mike Gravel, politico statunitense (n. 1930)
- 2021 - Abdalelah Haroun, velocista qatariota (n. 1997)
- 2021 - Jon Hassell, trombettista e compositore statunitense (n. 1937)
- 2021 - Mir Hazar Khan Khoso, politico pakistano (n. 1929)
- 2021 - John Mario Ramírez, calciatore colombiano (n. 1970)
- 2021 - Frederic Rzewski, compositore e pianista statunitense (n. 1938)
- 2021 - Javier Sanjuán, cestista spagnolo (n. 1939)
- 2021 - Johnny Solinger, cantante statunitense (n. 1965)
- 2022 - Thue Christiansen, insegnante, designer e politico groenlandese (n. 1940)
- 2022 - Margaret Keane, artista e pittrice statunitense (n. 1927)
- 2022 - Raffaele La Capria, scrittore, sceneggiatore e traduttore italiano (n. 1922)
- 2023 - Oscar Arizaga, calciatore peruviano (n. 1957)
- 2023 - Craig Brown, calciatore e allenatore di calcio scozzese (n. 1940)
- 2023 - Nicolas Coster, attore britannico (n. 1933)
- 2023 - Elio Giovannini, politico e sindacalista italiano (n. 1929)
- 2023 - David Ogilvy, XIII conte di Airlie, nobile scozzese (n. 1926)
- 2023 - Lloyd Erskine Sandiford, politico e diplomatico barbadiano (n. 1937)
- 2023 - Vladimir Sedov, sollevatore kazako (n. 1988)
- 2024 - Paolo Agostinacchio, politico italiano (n. 1938)
- 2024 - Peter Armbruster, fisico tedesco (n. 1931)
- 2024 - Francesco Maria Biscione, storico italiano (n. 1954)
- 2024 - Mykola Chrjapa, cestista ucraino (n. 1979)
- 2024 - Raimundo Frómeta, calciatore cubano (n. 1955)
- 2024 - Karl-Hans Laermann, politico tedesco (n. 1929)
- 2024 - Taiki Matsuno, doppiatore e attore giapponese (n. 1967)
- 2024 - Yaşar Yakış, politico e diplomatico turco (n. 1938)
- 2025 - Robert Hagemes, bobbista statunitense (n. 1935)
- 2025 - Rick Hurst, attore statunitense (n. 1946)
- 2025 - Lalo Schifrin, compositore, arrangiatore e pianista argentino (n. 1932)

## Senza anno specificato(1)
- Vigilio di Trento, vescovo e santo romano